# 聖瑪麗醫院 (滿地可)
聖瑪麗醫院（英語：St. Mary's Hospital）是加拿大魁北克省滿地可的一所教學醫院，附屬於麥基爾大學。該院以30多種語言提供服務。

## 外部連結
- St. Mary's Hospital (http://www.smhc.qc.ca/en/) （页面存档备份，存于）
- St. Mary's Hospital Foundation (http://www.stmaryshospitalfoundation.ca/en/home) （页面存档备份，存于）
- Addition to St. Mary's Hospital, Montréal, Québec, 1938 (exterior perspective view), John S. Archibald collection （页面存档备份，存于）, 加拿大建築學中心（英语：Canadian Centre for Architecture）| 小作品圖示 | 这是一篇與醫院等醫療組織相關的小作品。您可以编辑或修订扩充其内容。 |